# Etaracizumab
L'etaracizumab o etaratuzumab o  MEDI-522, nome commerciale Abegrin, è un anticorpo monoclonale umanizzato, studiato per il trattamento del melanoma metastatico e del carcinoma della prostata, del tumore dell'ovaio ed altri tipi di tumore.
Il farmaco è sviluppato dalla MedImmune.
Il target molecolare del farmaco è l'antigene: integrina alfa-v beta-3.

### Etaracizumab
- (EN) Stan Kaye, Emerging Therapeutic Targets in Ovarian Cancer, Springer, 14 settembre 2010,  pp. 150–, ISBN 978-1-4419-7215-6.
- (EN) Roy Zent e Ambra Pozzi, Cell-Extracellular Matrix Interactions in Cancer, Springer, giugno 2009,  pp. 156–, ISBN 978-1-4419-0813-1.
- (EN) David J. Stewart, Lung Cancer: Prevention, Management, and Emerging Therapies, Springer, 15 dicembre 2009,  pp. 266–, ISBN 978-1-60761-523-1.